# John Koech
John Kibet Koech (ur. 23 sierpnia 1995) – kenijski lekkoatleta specjalizujący się w biegach długodystansowych. Od 2013 roku reprezentuje Bahrajn.
Piąty zawodnik pucharu interkontynentalnego w Marrakeszu (2014). W 2015 zdobył złoty medal azjatyckiego czempionatu w Wuhanie oraz bez awansu do finału startował na mistrzostwach świata w Pekinie.
Złoty medalista mistrzostw Kenii.
Rekord życiowy w biegu na 3000 metrów z przeszkodami: 8:09,62 (6 maja 2016, Doha).

## Osiągnięcia
| Rok  | Impreza                             | Miejsce        | Konkurencja                   | Lokata     | Wynik   |
| ---- | ----------------------------------- | -------------- | ----------------------------- | ---------- | ------- |
| 2014 | Puchar interkontynentalny           | Marrakesz      | bieg na 3000 m z przeszkodami | 5. miejsce | 8:28,96 |
| 2015 | Mistrzostwa Azji                    | Wuhan          | bieg na 3000 m z przeszkodami | 1. miejsce | 8:27,03 |
| 2015 | Mistrzostwa świata                  | Pekin          | bieg na 3000 m z przeszkodami | eliminacje | 8:38,62 |
| 2015 | Światowe wojskowe igrzyska sportowe | Mungyeong      | bieg na 3000 m z przeszkodami | 5. miejsce | 8:35,63 |
| 2016 | Igrzyska olimpijskie                | Rio de Janeiro | bieg na 3000 m z przeszkodami | eliminacje | 8:28,01 |
| 2017 | Igrzyska solidarności islamskiej    | Baku           | bieg na 3000 m z przeszkodami | 4. miejsce | 8:34,27 |
| 2018 | Puchar interkontynentalny           | Ostrawa        | bieg na 3000 m z przeszkodami | 6. miejsce | DNF     |